# Kacimari, Iavoriv
Kacimari (în ucraineană Качмарі) este un sat în comuna Dobrostanî din raionul Iavoriv, regiunea Liov, Ucraina.

## Demografie
Componența lingvistică a localității Kacimari
     Ucraineană (100%)
Conform recensământului din 2001, toată populația localității Kacimari era vorbitoare de ucraineană (100%).